# ニューヨーカー (洋服ブランド)
ニューヨーカー(NEWYORKER)は、ダイドーリミテッドグループの洋服ブランド。

## 概要
ニューヨーカーは子会社の商号でもあった。
1964年（昭和39年）に設立されたが、1980年（昭和55年）に親会社の大同毛織に吸収合併されてニューヨーカー事業部となった。2002年（平成14年）10月に、紳士服デザインのメンズニューヨーカーと婦人服をデザインするレディースニューヨーカーとして分社した。2006年（平成18年）10月1日にそれぞれ再び合併して株式会社ニューヨーカーとなったが、2018年（平成30年）1月1日に株式会社ダイナシティに吸収合併されて株式会社ダイドーフォワードとなる。
主に全国の私鉄系百貨店に多く出店している。

## ニューヨーカー ハウスタータン
MIDNIGHT BLUE、ROYAL BLUE、BLACK、CREAM、DARK REDの5色で構成されたニューヨーカーのチェックは、ブランドシンボルのNYハウスタータンとして知られ、ウエア、財布、バック、マフラー等のアクセサリーなどあらゆるアイテムに用いられ、政府行政機関スコットランド・タータン登記所にクランタータンとして登録されている。

## ブランド
- ニューヨーカー
- ニューヨーカー バイ ケイタマルヤマ
- リミテッド エディション(メンズのみ)
- サリー・スコット(ウィメンズのみ)